# Port lotniczy Gjader
Port lotniczy Gjader – wojskowa baza lotnicza zlokalizowana w miejscowości Gjader, w Albanii. W czasie wojny domowej w Jugosławii, z bazy Gjader startowały samoloty bezzałogowe Predator, monitorujące obszar Bośni. W 1999 wykorzystywana w operacji NATO Sojusznicza Siła w Kosowie.